# Naszódi Zsigmond
Naszódi Zsigmond, szül. Nuszbaum (Sopron, 1875. április 4. – Vitnyéd, 1906. április 13.) asztalos, magyar író.

## Élete
Apja Nuszbaum Pál szatócs, anyja Kohn Ida volt. Asztalosként dolgozott Pesten, Kalocsán és Sopronban is. Katonai szolgálata idején lett szívbajos, leszerelése után Győr városában a helyi vagongyár alkalmazottja volt, ám szívbaja miatt nem végezhetett fizikai munkát, így előbb jegyzősegéd, majd kapuvári bőrgyári könyvelőként működött. Ezt követően 1905-ig a fővárosban élt, ahol bekapcsolódott a munkásmozgalomba. Utolsó éveiben szüleinél volt Vitnyéden.
Dósa népe címmel jelent meg novellásgyűjteménye, a Népszava kiadásában.

## Fő műve
- Dósa népe (Bp., Népszava, 1907)